# Quinolinato sintase
Quinolinato sintase (EC 2.5.1.72, NadA, QS, quinolinate synthetase) é uma enzima com nome sistemáticos glycerone phosphate:iminosuccinate alkyltransferase (cyclizing).